# Micrixalus
Micrixalus là một chi động vật lưỡng cư trong họ Micrixalidae, thuộc bộ Anura. Chi này có 11 loài và 45% bị đe dọa hoặc tuyệt chủng.

## Hình ảnh

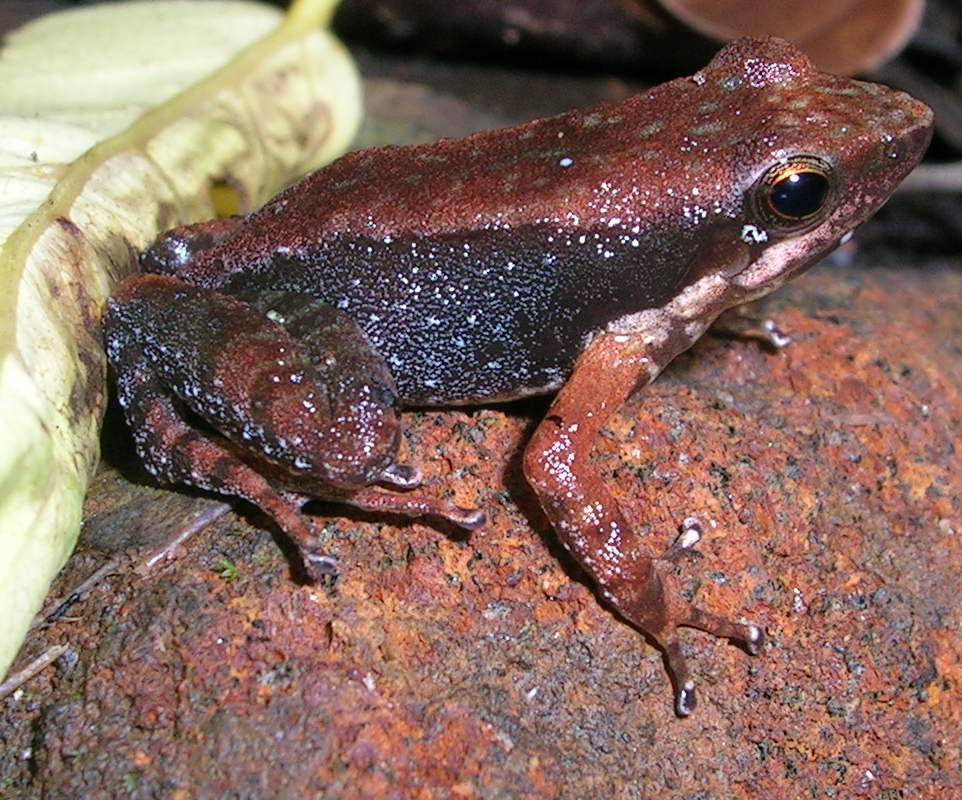
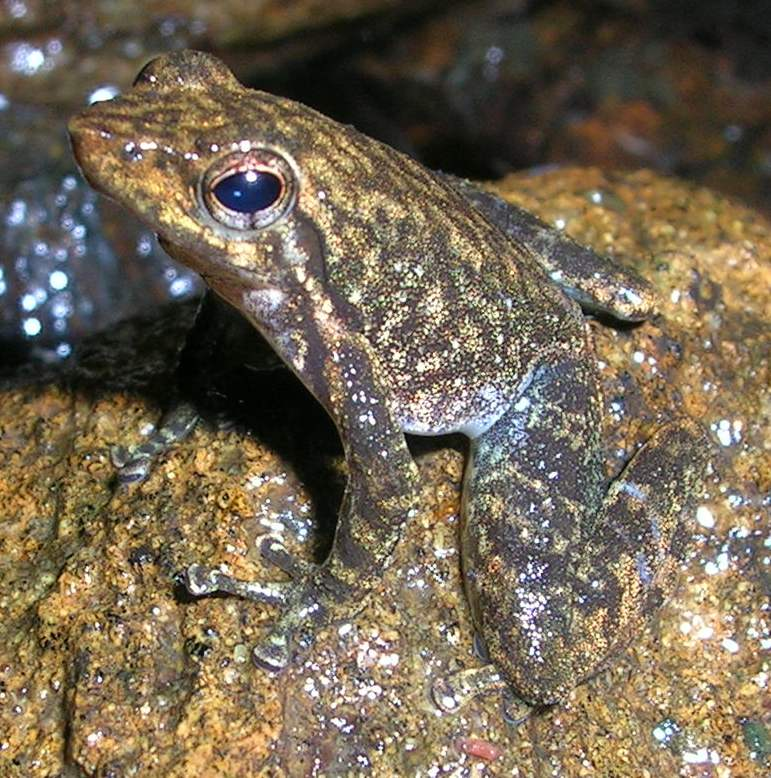
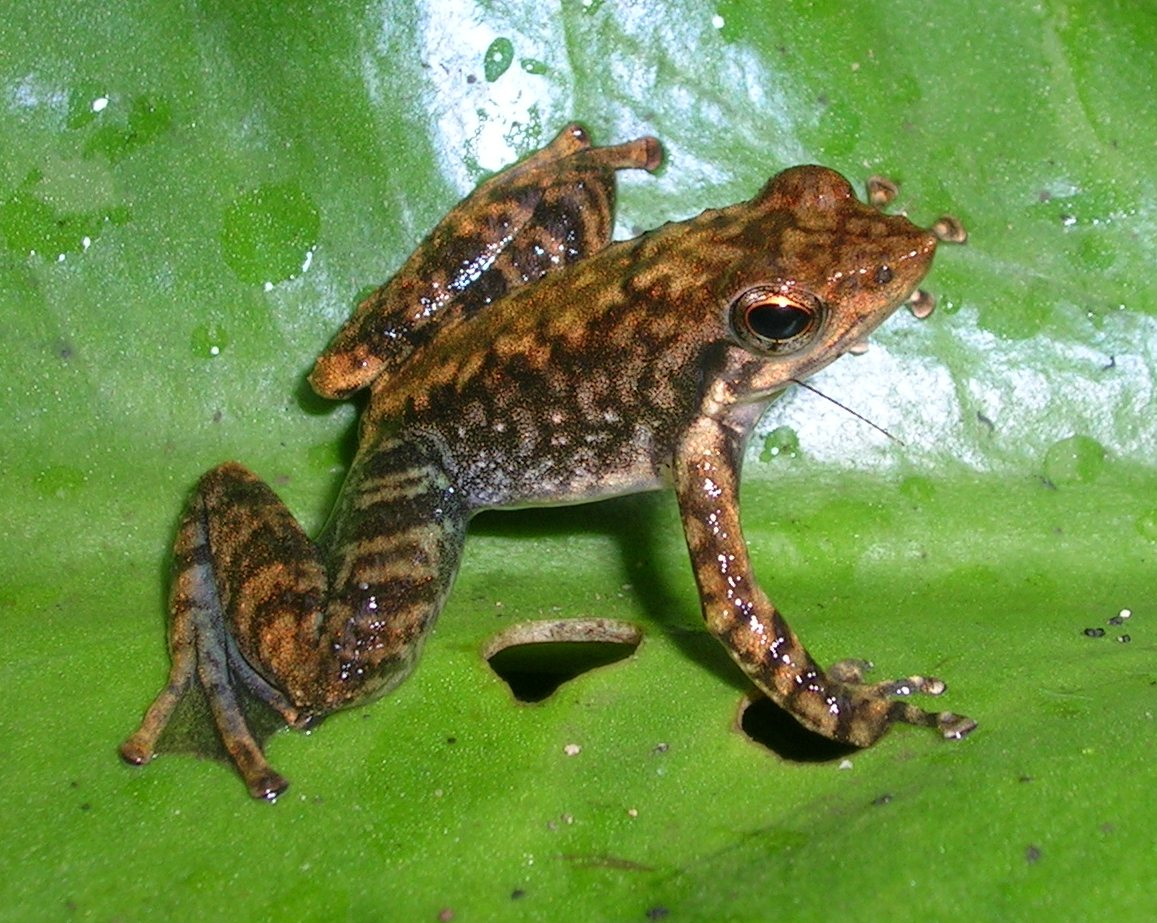
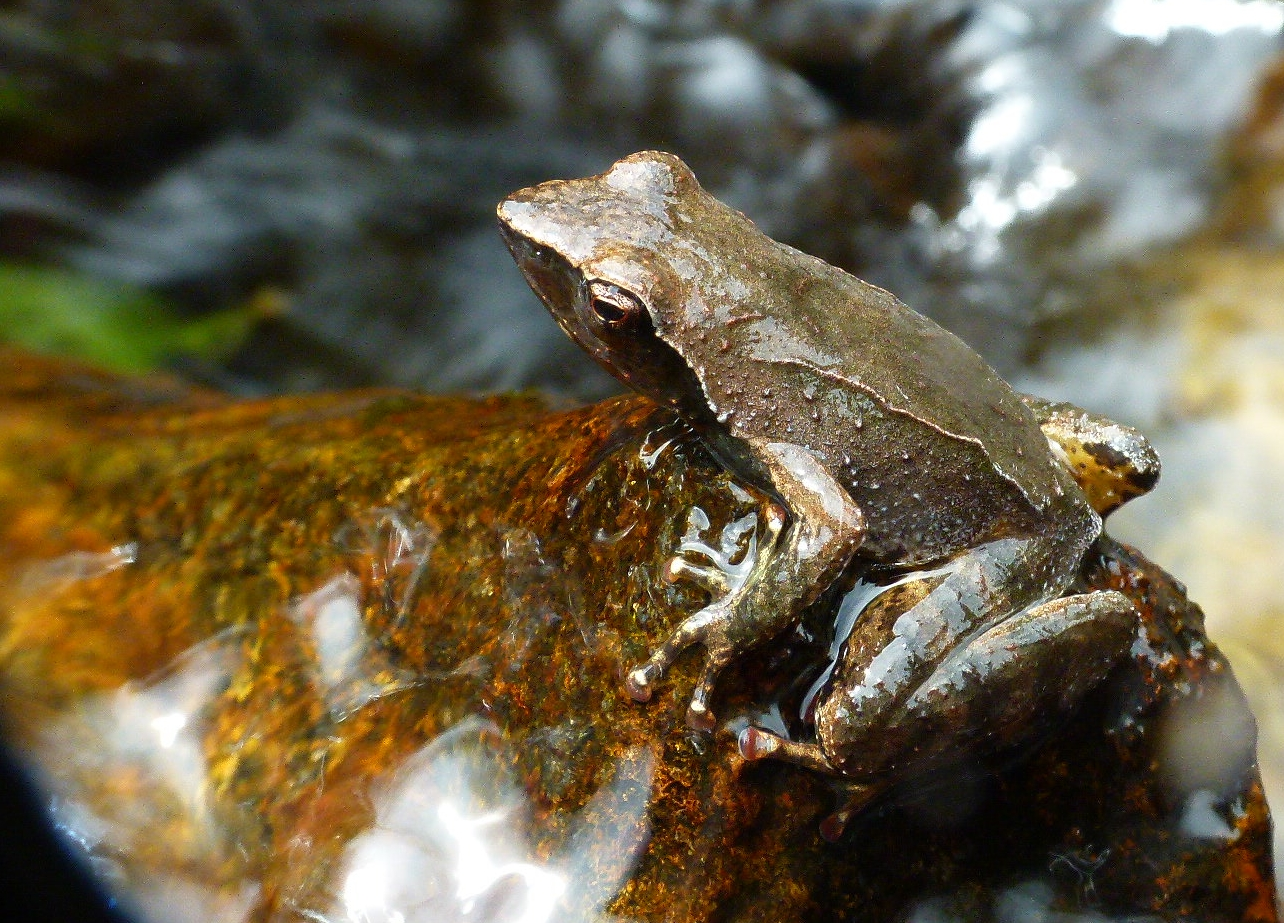